# Arai umi
Pour plus de détails, voir Fiche technique et Distribution.
Arai umi (荒い海) est un film japonais réalisé par Tokujirō Yamazaki, sorti en 1969,.

## Synopsis
Le film représente un jeune homme avec des doutes sociaux montant à bord d'un bateau de pêche à la baleine et ayant progressivement des rêves et des espoirs.

## Fiche technique
- Titre original : 荒い海 (Arai umi?)
- Titre anglais : The Wild Sea
- Réalisation : Tokusaburō Yamazaki
- Scénario : Kin'ya Naoi, Kei Hattori (ja) et Tokusaburō Yamazaki
- Photographie : Tomoki Kasuga
- Montage : Mitsuo Kondō
- Société de production : Nikkatsu
- Société de distribution : Nikkatsu
- Musique : Sei Ikeno
- Pays d'origine :  Japon
- Langue originale : japonais
- Genre : Film dramatique
- Durée : 183 minutes (métrage : quinze bobines - 5 013 m[3])
- Date de sortie :
  - Japon : 15 octobre 1969[3]

## Distribution
- Tetsuya Watari : Kitami Yōji
- Hideki Takahashi : Shinoda Katsuyuki
- Masakazu Tamura : Shimamura
- Masako Izumi : Mitsuko
- Akifumi Inoue (ja)
- Kō Nishimura : Munakata